# Пентоза
Пентозата е монозахарид с пет въглеродни атома.
Пентозите се поделят на две групи: алдопентози с алдехидна функционална група при първия въглероден атом (C1') и кетопентози с кетонна функционална
група при втория (C2') или третия (C3') въглероден атом.

## Алдопентози
Алдопентозите имат три асиметрични въглеродни атома, поради това съществуват цели осем стереоизомера.
| D-Арабиноза | D-Ликсоза | D-Рибоза | D-Ксилоза |
| L-Арабиноза | L-Ликсоза | L-Рибоза | L-Ксилоза |

## Кетопентози
2-Кетопентозите са с два асиметрични въглеродни атома и затова са възможни само четири стереоизомера. 3-Кетопентози са много редки.
| D-Рибулоза | D-Ксилулоза |
| L-Рибулоза | L-Ксилулоза |

## Свойства
Алдехидните и кетонните групи в тези въглехидрати взаимодействат с хидроксилните функционални групи при процес на вътремолекулна дехидратация, при което се получават хемиацетали и хемикетали съответно. Получената структура се разглежда като производна на фурана, а пентозите се определят като фуранози. Пръстена може да се отваря и затваря спонтанно, при което се осъществява въртене между карбонилната група и съседния въглероден атом – водещо до съществуването на две конфигурации (α and β). Процесът е известен като муторотация.
Рибозата е важен компонент на РНК, а дезоксирибозата на ДНК.

Полимер съставен от пентозни мономери се нарича пентозан.